# تاینارا
تاینارا د سوزا دا سیلوا مشهور به تاینارا (انگلیسی: Tainara؛ زادهٔ ۲۱ آوریل ۱۹۹۹) بازیکن فوتبال اهل برزیل است که در حال حاضر برای باشگاه فوتبال زنان بایرن مونیخ بازی می‌کند.
وی همچنین در تیم‌های ملی فوتبال زنان زیر ۱۷ سال و زیر ۲۰ سال برزیل و همچنین زنان برزیل بازی کرده است.

## دوران باشگاهی

### سائو فرانسیسکو
تاینارا در برازیلیا به دنیا آمد و اولین بازی خود را برای باشگاه فوتبال سائو فرانسیسکو در سال ۲۰۱۶ انجام داد. او در ۲۷ ژانویه ۲۰۱۶ در برابر ویتوریا اولین بازی لیگ خود را انجام داد.

### ویتوریا
سپس او برای باشگاه ورزشی ویتوریا بازی کرد. تاینارا اولین گل لیگ خود را در ۲۶ آوریل ۲۰۱۹ در برابر باشگاه ورزشی میناس برازیلیا به ثمر رساند و در دقیقه ۸۹ گلزنی کرد.

### سانتوس
تاینارا در ژانویه ۲۰۲۰ به باشگاه فوتبال زنان سانتوس پیوست. او در ۱۴ فوریه ۲۰۲۰ در برابر باشگاه ورزشی ایراندوبا اولین بازی لیگ خود را انجام داد. تاینارا اولین گل لیگ خود را در برابر گرمیو اوساسکو آوداکس به ثمر رساند و در دقیقه ۱۸ گلزنی کرد.

### پالمیراس
تاینارا که یکی از بازیکنان ثابت سانتوس بود، در ۱۵ ژانویه ۲۰۲۱ به باشگاه ورزشی زنان پالمیراس منتقل شد. او در اولین بازی لیگ خود در ۱۹ آوریل ۲۰۲۱ در برابر باشگاه ورزشی فرروویاریا گلزنی کرد و در دقیقه ۴۵+۳ گل زد.

### بوردو
حدود یک سال بعد، او به خارج از کشور رفت و قراردادی به مدت دو و نیم سال با تیم فرانسوی بوردو امضا کرد. تاینارا در ۲۲ ژانویه ۲۰۲۲ در برابر استاد ریمس اولین بازی لیگ خود را انجام داد.

### بایرن مونیخ
تاینارا در ۳۱ مه ۲۰۲۲ به بایرن مونیخ معرفی شد. او در ۱۶ سپتامبر ۲۰۲۲ در برابر آینتراخت فرانکفورت اولین بازی لیگ خود را انجام داد. تاینارا اولین گل لیگ خود را در ۱۶ اکتبر ۲۰۲۲ در برابر کلن به ثمر رساند و در دقیقه ۶۸ گلزنی کرد. او اولین بازیکن برزیلی شد که برای بایرن مونیخ گلزنی کرده است.

## دوران ملی
تاینارا در ۱ اکتبر ۲۰۱۶ در برابر تیم ملی زیر ۱۷ سال نیجریه اولین بازی بین‌المللی خود را انجام داد.
تاینارا در ۳۰ ژوئن ۲۰۱۸ در برابر تیم ملی زیر ۲۰ سال ایالات متحده اولین بازی خود در این رده سنی را انجام داد.
پس از نمایندگی از تیم ملی فوتبال زنان برزیل در تیم‌های زیر ۱۷ سال و زیر ۲۰ سال، تاینارا در سپتامبر ۲۰۲۰ اولین فراخوان خود را برای بازی در تیم بزرگسالان دریافت کرد. او در ۱۸ فوریه ۲۰۲۱ در اولین بازی ملی خود در یک پیروزی ۴–۱ در جام شی بیلیوز سال ۲۰۲۱ در برابر تیم ملی فوتبال زنان آرژانتین به میدان رفت.